# Calcio Montebelluna
Calcio Montebelluna là một câu lạc bộ bóng đá Ý đến từ Montebelluna, Veneto.

## Lịch sử
Câu lạc bộ được thành lập vào năm 1919 với tên Montebellunese của Hoa Kỳ.

### Serie C2
Từ mùa 1981-82 đến 1986-87, đội đã chơi ở Serie C2.

### Serie D
Trong mùa 2003-04, đội bóng đã được thăng hạng từ Eccellenza Veneto lên Serie D.

## Màu sắc và huy hiệu
Màu sắc của nó là trắng và xanh.

## Cầu thủ

### Cầu thủ đáng chú ý
Attilio Tesser